# Fakulteta za telesno vzgojo in šport v Tuzli
Fakulteta za telesno vzgojo in šport (izvirno bosansko Fakultet za tjelesni odgoj i sport u Tuzli), s sedežem v Tuzli, je fakulteta, ki je članica Univerze v Tuzli.
Trenutni dekan je prof. dr. Branimir Mikić.